# 1668

## Esdeveniments
- El Tractat de Lisboa reconeix la independència de Portugal de la Monarquia castellana.
- 2 de maig - acaba la Guerra de Devolució entre Espanya i França, pel control dels Països Baixos espanyols.
- 2 de juny - Aquisgrà (Sacre Imperi Romanogermànic): se signa el Tractat d'Aquisgrà.
- 30 de juny - un grup de conspiradors reunits a Chesterfield, al comtat de Derby, van preparar el derrocament del rei Jaume II i la seva substitució per la seva filla Maria i el seu marit Guillem d'Orange, protestants, per atacar el perill que representava una dinastia catòlica a l'Anglaterra anglicana. Arran d'aquesta revolució, anomenada Gloriosa  pels defensors dels drets del Parlament i contraris a l'absolutisme, els whig, Guillem d'Orange va signar el Bill of Rights el desembre de 1689, que atorgava al Parlament el dret de vot de contribucions i la llibertat d'expressió. D'aquesta forma, la monarquia absoluta va deixar pas a la monarquia constitucional.[1]
- 25 de juliol - Shandong (Xina): Un terratrèmol de magnitud 8,5 en l'escala de magnitud de moment deixa 43.000-50.000 morts.
- 17 d'agost - Anatòlia (Turquia): Un terratrèmol de magnitud 8 en l'escala de magnitud de moment deixa 8.000 morts.

## Naixements
Països catalans
- 2 de febrer - Pla d'Urgell: Magdalena Rialp i Safont, religiosa i venerable

Món
- 5 de gener - Frankfurt: Johanna Helena Herolt, pintora alemanya especialitzada en flors i insectes (m. 1730).[2]
- 8 de maig - Morbihan (Bretanya, França): Alain-René Lesage, novel·lista i dramaturg francès (m. 1747)June 23 –
- 23 de maig -Tongcheng, Zongyang, Anhui (Xina): Fang Bao (1668-1749) escriptor, poeta, acadèmic i filòsof xinès durant la primera etapa de la dinastia Qing (m. 1749).[3]
- 23 de juny - Nàpols: Giambattista Vico, filòsof i historiador italià (m. 1744).
- 10 de novembre - París: François Couperin, compositor
- 11 de novembre - Leipzig: Johann Albert Fabricius, bibliògraf.
- Ismail Beligh, historiador i poeta otomà.

## Necrològiques
- Antoon Gheringh
- Ciutat de Mèxic: Diego Rodríguez, matemàtic, astrònom i innovador tecnològic